# Acandí (kommun)
Acandí är en kommun i Colombia.   Den ligger i departementet Chocó, i den nordvästra delen av landet, 600 km nordväst om huvudstaden Bogotá. Antalet invånare är 10 455.